# Comuna Fălciu, Vaslui
Fălciu este o comună în județul Vaslui, Moldova, România, formată din satele Bogdănești, Bozia, Copăceana, Fălciu (reședința), Odaia Bogdana și Rânzești.

## Demografie
Componența etnică a comunei Fălciu
     Români (84,35%)
     Alte etnii (0,08%)
     Necunoscută (15,57%)
Componența confesională a comunei Fălciu
     Ortodocși (82,71%)
     Penticostali (1,23%)
     Alte religii (0,21%)
     Necunoscută (15,84%)
Conform recensământului efectuat în 2021, populația comunei Fălciu se ridică la 3.731 de locuitori, în scădere față de recensământul anterior din 2011, când fuseseră înregistrați 5.103 locuitori. Majoritatea locuitorilor sunt români (84,35%), iar pentru 15,57% nu se cunoaște apartenența etnică. Din punct de vedere confesional, majoritatea locuitorilor sunt ortodocși (82,71%), cu o minoritate de penticostali (1,23%), iar pentru 15,84% nu se cunoaște apartenența confesională.

## Istorie
La sfârșitul secolului al XIX-lea, comuna făcea parte din plasa Prutul a județului Fălciu și era alcătuită din târgușorul Fălciu și din patru mahalale: Mocani, Lecani, Târgul și Gotești. Comuna avea o populație de 1995 de locuitori și era reședința plășilor unite Mijlocul și Prutul. În comună funcționa subprefectura, judecătoria ocolului și primăria. Avea două școli și patru biserici.
Anuarul Socec din 1925 consemnează comuna în plasa ce purta numele comunei, Fălciu, din același județ, cu o populație de 2850 de locuitori (în satele Fălciu, Bogdănești, Bozia și Odaia Bogdana). Este de menționat că comuna a fost de mai multe ori, reședința județului, până în anul 1832, când reședința județului s-a mutat în Huși.
În anul 1950, comuna a devenit reședința raionului Fălciu a regiunii Bârlad, până în anul 1952, când raionul s-a desființat, iar comuna a fost inclusă în raionul Huși. Când regiunea s-a desființat în anul 1956, comuna a trecut la regiunea Iași, rămânând parte a aceluiași raion.
În anul 1968, s-a revenit la împărțirea pe județe, iar comuna a revenit la județul Vaslui, în structura actuală, fiindu-i alipit între timp și satul Copăceana (anterior la comuna Berezeni).

## Politică și administrație
Comuna Fălciu este administrată de un primar și un consiliu local compus din 15 consilieri. Primarul, Neculai Moraru[*], de la Partidul Social Democrat, este în funcție din 2008. Începând cu alegerile locale din 2024, consiliul local are următoarea componență pe partide politice:
|  | Partid                    | Consilieri | Componența Consiliului | Componența Consiliului | Componența Consiliului | Componența Consiliului | Componența Consiliului | Componența Consiliului | Componența Consiliului | Componența Consiliului | Componența Consiliului |
|  | ------------------------- | ---------- | ---------------------- | ---------------------- | ---------------------- | ---------------------- | ---------------------- | ---------------------- | ---------------------- | ---------------------- | ---------------------- |
|  | Partidul Social Democrat  | 9          |                        |                        |                        |                        |                        |                        |                        |                        |                        |
|  | Partidul Național Liberal | 6          |                        |                        |                        |                        |                        |                        |                        |                        |                        |

## Personalități născute aici
- Ion Donca (1876 - 1939), institutor, unic învățător și director al școlii din Rânzești între 1903-1933. Între anii 1901 și 1925 școala a funcționat, în mod gratuit, în casa lui. În 1909 a înființat obștea de arendare "Basarabia", iar în 1912 a înființat Banca Populară "Bârzica". În 1913 a participat la războiul din Bulgaria, iar din august 1916 a luptat ca sublocotenent în Primul Război Mondial. Pentru meritele sale a fost decorat cu "Avântul Țării", "Răsplata Muncii Școlare" și "Meritul Agricol".
- Paul Pruteanu (1908 - 1966), medic, profesor de igienă la Facultatea de Medicină din Iași și cercetător în domeniile sănătății publice, organizării sanitare și istoriei medicinei;
- Horațiu Nicolau (1933 - 2018), voleibalist.